# 木曜会 (社会主義団体)
木曜会（もくようかい）は東京帝大の学生であった、麻生久、棚橋小虎、山名義鶴らによって開催された社会問題研究会。のちの新人会発足へとつながる団体である。

## 概要
会合は麻生久の家で開かれ、岡上守道、佐野学、野坂参三が参加し、主にロシア革命について論じていた。のちに麻生、棚橋、山名らの後援によって赤松克麿を中心に新人会が結成される。